# Amerikai gesztenye
Az amerikai gesztenye (Castanea dentata) a bükkfafélék (Fagaceae) családjába tartozó fafaj.

## Származása
Hazája Észak-Amerika keleti része.

## Leírása
Terebélyes, oszlopos, 30 m magas lombhullató fa. Kérge sötétbarna, repedezett, széles, pikkelyes barázdákkal.
levelei 25 cm hosszúak, 5 cm szélesek, keskenyek, erősen fogazottak, kihegyesedők, elkeskenyedő vállúak. Felszínük fénytelen, sötétzöld, fonákjuk világosabb.
Mindkét oldaluk kopasz.
virágai aprók, krémszínűek, nyáron nyílnak. A 20 cm hosszú barkáik végén a porzós, tövén a termős virágok ülnek.
Termése 6 cm átmérőjű, tüskés burka 1-3, ehető, édes, vörösbarna, makkot zár közre.
Természetes állományai erősen megfogyatkoztak.

## Képek

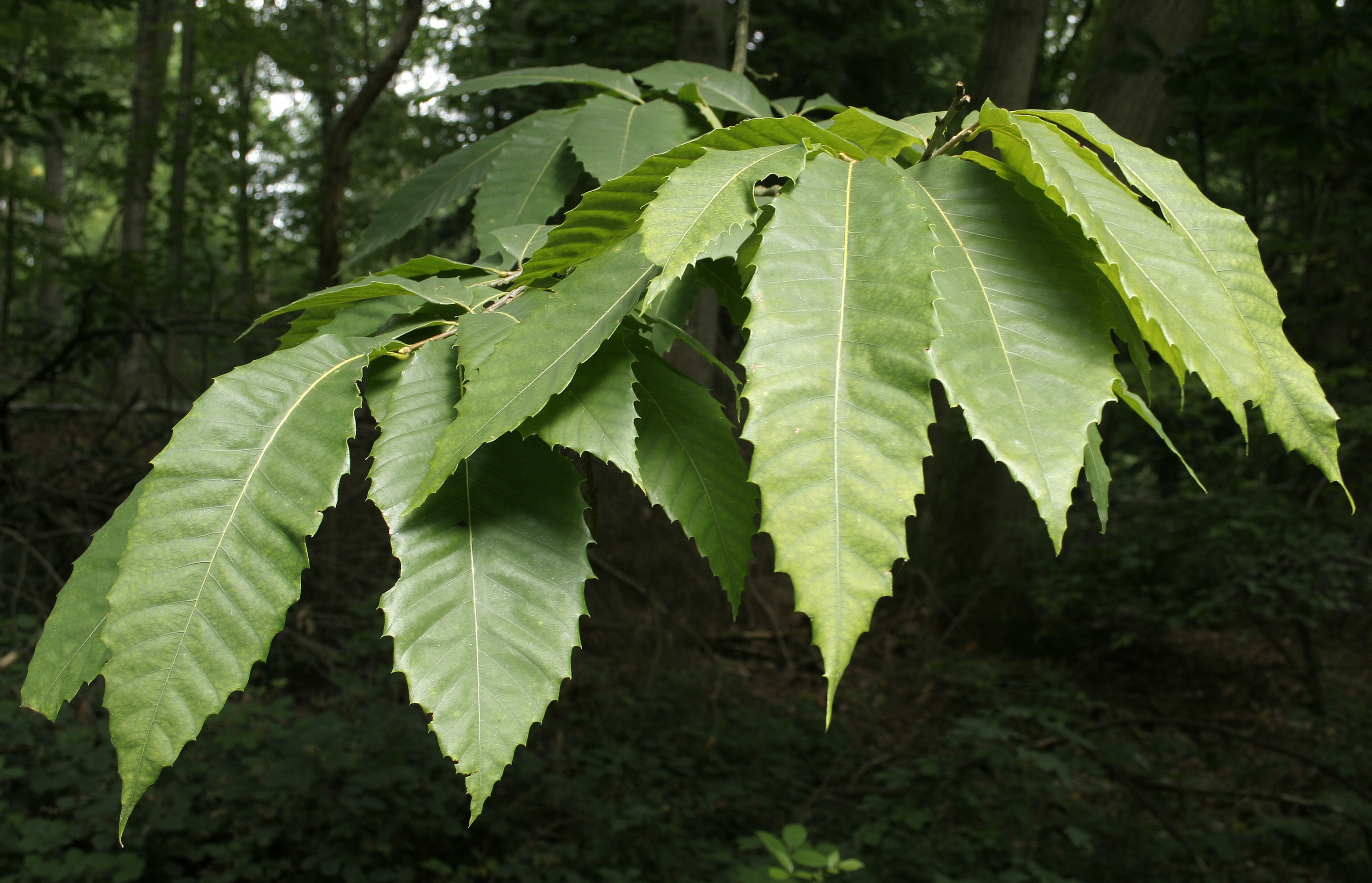
Levelei
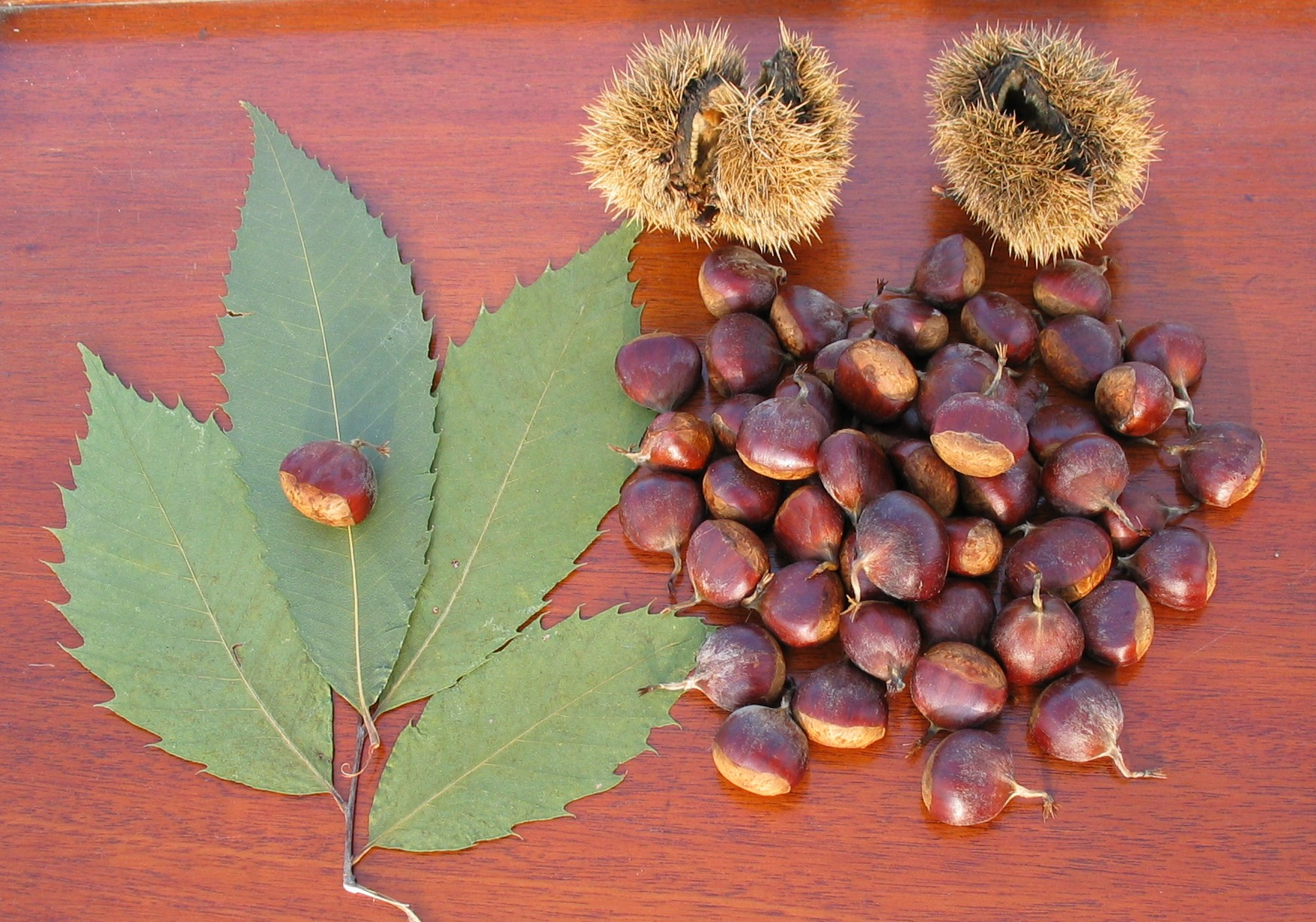
termései
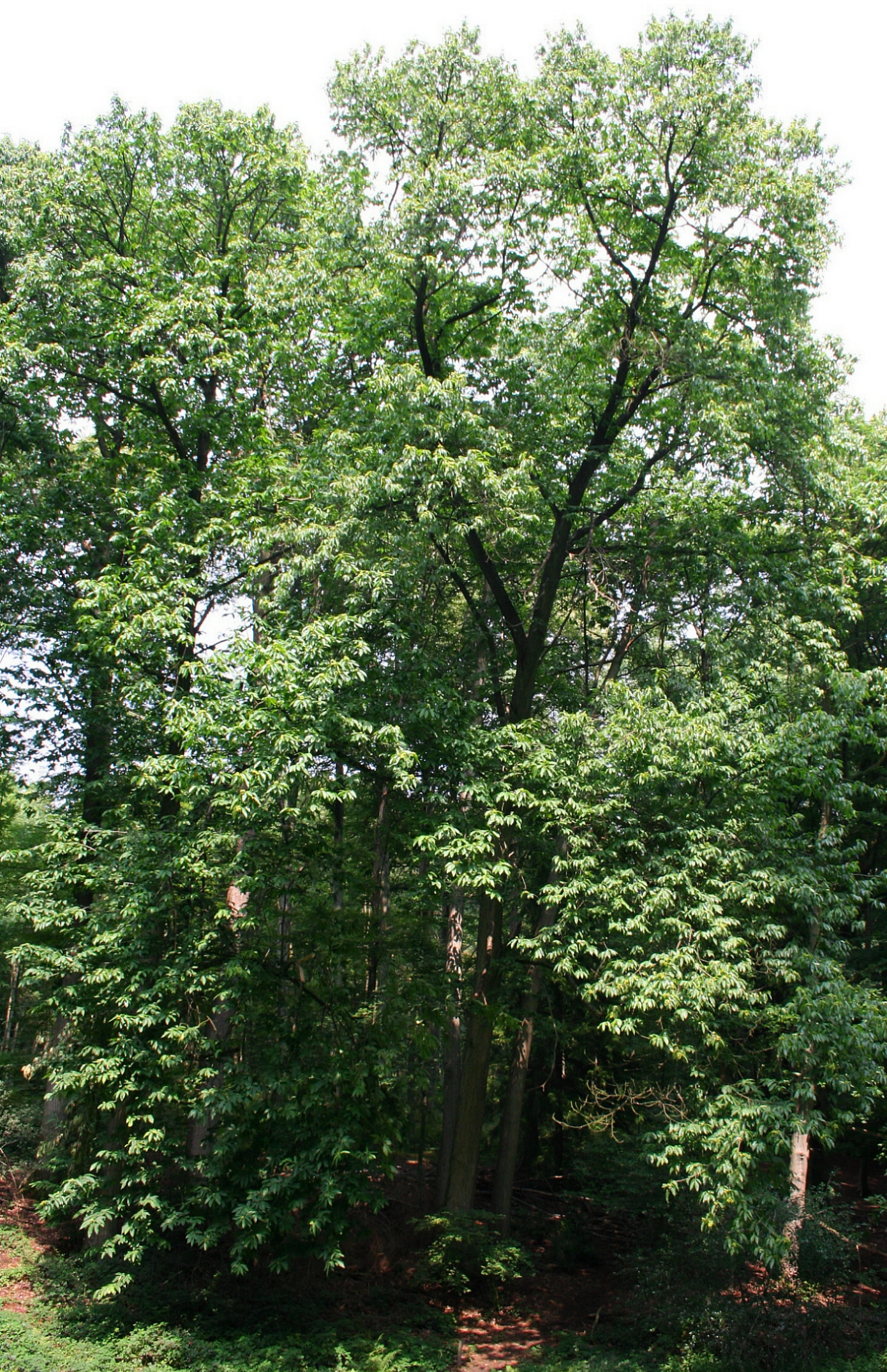
habitusa
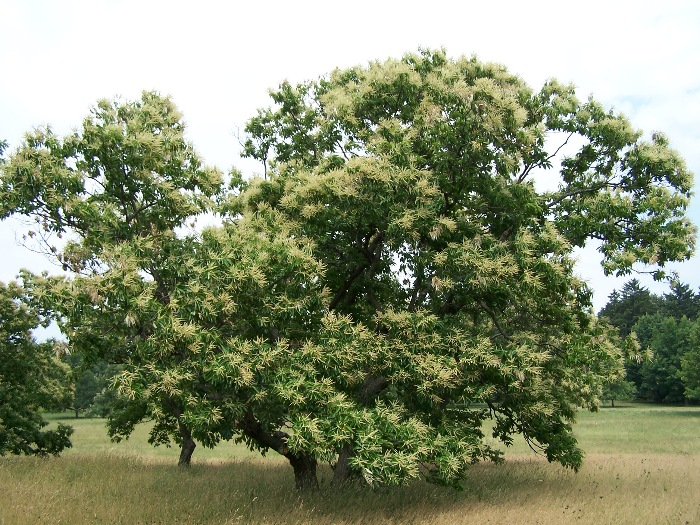
virágai